# Wendy Holdener
Wendy Holdener, née le 12 mai 1993 à Unteriberg dans le canton de Schwytz, est une skieuse alpine suisse, spécialiste des disciplines techniques.
Elle monte cinq fois sur un podium olympique, remportant trois médailles aux Jeux olympiques de 2018 à Pyeongchang dont l'or de la nouvelle épreuve par équipes mixte avec la Suisse et deux lors des Jeux olympiques de 2022 à Pékin. Seules Janica Kostelić et Anja Pärson ont remporté davantage de médailles olympiques en ski alpin féminin. En slalom, elle prend la deuxième place aux JO 2018 à 5 centièmes de la médaille d'or et la troisième place aux JO 2022 à 12 centièmes de la plus haute marche. Wendy Holdener est également triple championne du monde, en combiné en 2017 et 2019 et lors du Team Event en 2019, pour un total de cinq médailles aux Mondiaux.
Elle remporte la Coupe du monde de combiné en 2016 et 2018. Elle est la première skieuse suisse à réussir pareille performance depuis Brigitte Oertli en 1989 et monte deux fois sur le podium du classement général de la Coupe du Monde (2ème en 2018 et 3ème en 2019). Lors de la saison 2019-2020, elle marque des points dans les 6 disciplines (descente, Super G, géant, slalom, combiné, parallèle).
Elle compte 31 podiums en slalom dans sa carrière avant de remporter sa première course ex aequo avec la Suédoise Anna Swenn-Larsson à Killington lors de la saison 2022-2023.

## Biographie
Wendy Holdener commence sa carrière dans des courses FIS durant l'hiver 2008-2009.
Elle participe à sa première course de Coupe du monde le 23 octobre 2010, à 17 ans, à l'occasion d'un slalom géant à Sölden. Elle marque ses premiers points à Aspen, lors d'un slalom le 28 novembre 2010. En 2011, elle devient championne du monde junior du combiné. Le 10 mars 2013, elle monte pour la première fois sur un podium de Coupe du monde lors du slalom d'Ofterschwang. Elle signe son second podium le 29 décembre 2014 en prenant la 3e place du slalom de Kuehtai. Elle signe sa première victoire en Coupe du monde lors du City Event de Stockholm le 23 février 2016. Lors des Mondiaux de Saint-Moritz 2017, Wendy Holdener remporte la médaille d'argent du slalom derrière Mikaela Shiffrin et est sacrée championne du monde du combiné avec le 7e temps de la descente et le 2e temps du slalom, pour devancer finalement sa compatriote Michelle Gisin de 5 centièmes de seconde.
Lors de Jeux olympiques de PyeongChang 2018, elle signe le meilleur temps de la première manche du slalom. Elle part donc en dernier sur le deuxième tracé, mais elle échoue à 5 centièmes de Frida Hansdotter, auteure du chrono le plus rapide du second acte et qui s'adjuge l'or, lui laissant la médaille d'argent. Après cette épreuve, elle gagne deux autres médailles : le bronze en combiné alpin derrière Mikaela Shiffrin et sa compatriote Michelle Gisin qui s'adjuge le titre, et l'or de la nouvelle épreuve par équipes mixte en slalom parallèle avec Denise Feierabend, Daniel Yule et Ramon Zenhäusern. Cette même saison, elle gagne pour la 2e fois le combiné de Lenzerheide en Coupe du monde.
L'hiver suivant elle monte sur cinq podiums en Coupe du monde (uniquement des 3e places) en slalom, slalom parallèle et City Event avant d'aller conserver son titre mondial du combiné aux Mondiaux d'Åre 2019 le 8 février, et quatre jours plus tard, Wendy Holdener est avec Ramon Zenhäusern un des deux acteurs principaux de la première victoire de la Suisse aux championnats du monde dans la compétition mixte par équipes, en remportant tous ses duels jusqu'à la finale face à l'Autriche. Elle compte dès lors à son palmarès trois titres mondiaux.
Lors de la 2020-2021, et bien qu'elle s'aligne dans quatre discipline Wendy Holdener n'obtient que des podiums en slalom, au nombre de trois, et termine à la 10e place du classement général. Lors des championnats du monde à Cortina d'Ampezzo, elle se classe 4e du slalom et ne termine pas le combiné alpin, discipline dont elle était double tenante du titre, avec une sortie dans la manche de slalom.
Lors de la saison 2021-2022, malgré une préparation de saison perturbée par des fractures aux deux mains à la suite d'un accident à l'entraînement, elle se montre une des plus régulières en slalom derrière Petra Vlhová et Mikaela Shiffrin. Sa saison est marquée par ses deux médailles aux JO de Pékin (l'argent en combiné et le bronze en slalom),.
Le 26 mars 2022, elle devient championne de Suisse du slalom pour la sixième fois en devançant Aline Danioth et Michelle Gisin, il s'agit du 11ème titre national pour la Schwytzoise.
Elle obtient en 2023-2024 un podium en slalom à Killington. Le 12 décembre, elle subit une fracture à la cheville gauche à la suite d'une chute lors d'un entraînement. Son absence est estimée alors à deux mois.

## Palmarès

### Jeux olympiques
| Édition / Épreuve   | Slalom géant | Slalom  | Combiné alpin | Par équipes |
| ------------------- | ------------ | ------- | ------------- | ----------- |
| JO 2014 Sotchi      | Abandon      | Abandon | -             | -           |
| JO 2018 Pyeongchang | 9e           | Argent  | Bronze        | Or          |
| JO 2022 Pékin       | 7e           | Bronze  | Argent        |             |

### Championnats du monde
| Édition / Épreuve                    | Slalom géant | Slalom  | Combiné alpin                    | Parallèle                        | Par équipes     | Combiné alpin par équipes        |
| ------------------------------------ | ------------ | ------- | -------------------------------- | -------------------------------- | --------------- | -------------------------------- |
| Mondiaux 2011 Garmisch-Partenkirchen | 29e          | Abandon | -                                | Épreuve inexistante à cette date | Quart de finale | Épreuve inexistante à cette date |
| Mondiaux 2013 Schladming             | 26e          | 11e     | -                                | Épreuve inexistante à cette date | 9e              | Épreuve inexistante à cette date |
| Mondiaux 2015 Vail - Beaver Creek    | 17e          | Abandon | -                                | Épreuve inexistante à cette date | 4e              | Épreuve inexistante à cette date |
| Mondiaux 2017 Saint-Moritz           | -            | Argent  | Or                               | Épreuve inexistante à cette date | 4e              | Épreuve inexistante à cette date |
| Mondiaux 2019 Åre                    | 15e          | 17e     | Or                               | Épreuve inexistante à cette date | Or              | Épreuve inexistante à cette date |
| Mondiaux 2021 Cortina d'Ampezzo      | 8e           | 4e      | abandon                          | 7e                               | 4e              | Épreuve inexistante à cette date |
| Mondiaux 2023 Courchevel-Méribel     | 18e          | DNF2    | Argent                           | Argent                           | Quart de finale | Épreuve inexistante à cette date |
| Mondiaux 2025 Saalbach               | —            | Argent  | Épreuve inexistante à cette date | —                                | Argent          | Argent                           |

Légende :
- : pas d'épreuve
- — : non disputée par Wendy Holdener

### Coupe du monde
- Premier départ : 23 octobre 2010, géant de Sölden, DNQ
- Premier top30 : 28 novembre 2010, slalom d'Aspen, 18ème
- Premier top10 : 20 décembre 2012, slalom d'Åre, 10ème
- Premier podium : 10 mars 2013, slalom d'Ofterschwang, 2ème
- Première victoire : 23 février 2016, City Event de Stockholm
- Meilleur classement général : 2e en 2018.
- 2 petits globes de cristal du combiné en 2016 et 2018.
- 52 podiums dont 5 victoires.
- 2 victoires par équipes : Team Event de 2016 à St-Moritz et de 2019 à Soldeu

| Saison/Classement | Général | Général | Descente | Descente | Slalom | Slalom | Slalom géant | Slalom géant | Super G | Super G | Combiné | Combiné | Parallèle | Parallèle |
| Saison/Classement | Class.  | Points  | Class.   | Points   | Class. | Points | Class.       | Points       | Class.  | Points  | Class.  | Points  | Class.    | Points    |
| ----------------- | ------- | ------- | -------- | -------- | ------ | ------ | ------------ | ------------ | ------- | ------- | ------- | ------- | --------- | --------- |
| 2010-2011         | 89e     | 43      | 49e      | 1        | 38e    | 26     | -            | -            | -       | -       | 27e     | 16      | -         | -         |
| 2011-2012         | 67e     | 84      | -        | -        | 31e    | 60     | -            | -            | -       | -       | 19e     | 24      | -         | -         |
| 2012-2013         | 20e     | 359     | -        | -        | 6e     | 334    | 42e          | 14           | -       | -       | 33e     | 11      | -         | -         |
| 2013-2014         | 29e     | 234     | -        | -        | 10e    | 186    | 35e          | 26           | -       | -       | 12e     | 22      | -         | -         |
| 2014-2015         | 22e     | 312     | -        | -        | 8e     | 266    | 46e          | 6            | 52e     | 4       | 7e      | 36      | -         | -         |
| 2015-2016         | 6e      | 817     | -        | -        | 3e     | 561    | 30e          | 51           | 45e     | 7       | 1re     | 198     | -         | -         |
| 2016-2017         | 8e      | 692     | -        | -        | 3e     | 455    | 22e          | 93           | 53e     | 4       | 3e      | 140     | -         | -         |
| 2017-2018         | 2e      | 1168    | -        | -        | 2e     | 705    | 8e           | 203          | 22e     | 92      | 1re     | 150     | -         | -         |
| 2018-2019         | 3e      | 1039    | 48e      | 4        | 3e     | 681    | 7e           | 254          | 22e     | 80      | 3e      | 60      | -         | -         |
| 2019-2020         | 6e      | 791     | 38e      | 24       | 4e     | 260    | 6e           | 234          | 15e     | 111     | 2e      | 125     | 13e       | 37        |
| 2020-2021         | 10e     | 535     | -        | -        | 5e     | 415    | 22e          | 62           | 27e     | 47      | -       | -       | 20e       | 11        |
| 2021-2022         | 14e     | 513     | 46e      | 6        | 5e     | 357    | 25e          | 74           | 25e     | 76      | -       | -       | -         | -         |
| 2022-2023         | 7e      | 858     | -        | -        | 2e     | 655    | 17e          | 129          | 24e     | 74      | -       | -       | -         | -         |
| 2023-2024         | 57e     | 135     | -        | -        | 21e    | 114    | 41e          | 21           | -       | -       | -       | -       | -         | -         |
| 2024-2025         | 10e     | 612     | -        | -        | 6e     | 469    | 15e          | 143          | -       | -       | -       | -       | -         | -         |

| Saison / Épreuve | Slalom                | Combiné     | City Event | Total |
| ---------------- | --------------------- | ----------- | ---------- | ----- |
| 2015-2016        |                       | Lenzerheide | Stockholm  | 2     |
| 2017-2018        |                       | Lenzerheide |            | 1     |
| 2022-2023        | Killington Sestrières |             |            | 2     |
| Total            | 2                     | 2           | 1          | 5     |

### Coupe d'Europe
- Premier départ : 12 mars 2009, Super G de Crans-Montana, 58ème
- Premier top30 : 19 janvier 2010, descente de St-Moritz, 13ème
- Premier top10 : 10 décembre 2010, slalom de Gressoney, 9ème
- Premier podium : 9 janvier 2011, St.Sebastian, 2ème
- Première victoire : 10 janvier 2013, slalom de Melchsee-Frutt
- Meilleur classement général : 25ème en 2011
- 7 podiums, dont 2 victoires (1 en slalom, 1 en géant)

| Saison/Classement | Général | Général | Descente | Descente | Slalom | Slalom | Slalom géant | Slalom géant | Super G | Super G | Combiné | Combiné |
| Saison/Classement | Class.  | Points  | Class.   | Points   | Class. | Points | Class.       | Points       | Class.  | Points  | Class.  | Points  |
| ----------------- | ------- | ------- | -------- | -------- | ------ | ------ | ------------ | ------------ | ------- | ------- | ------- | ------- |
| 2009-2010         | 118e    | 36      | 37e      | 20       | -      | -      | -            | -            | 48e     | 16      | -       | -       |
| 2010-2011         | 25e     | 274     | -        | -        | 8e     | 252    | 50e          | 22           | -       | -       | -       | -       |
| 2011-2012         | 52e     | 173     | 58e      | 7        | 49e    | 32     | 36e          | 73           | 23e     | 61      | -       | -       |
| 2012-2013         | 28e     | 306     | -        | -        | 19e    | 180    | 22e          | 126          | -       | -       | -       | -       |
| 2013-2014         | 112e    | 50      | -        | -        | 48e    | 50     | -            | -            | -       | -       | -       | -       |
| 2014-2015         | 40e     | 214     | -        | -        | -      | -      | 10e          | 214          | -       | -       | -       | -       |
| 2019-2020         | 55e     | 120     | -        | -        | -      | -      | -            | -            | 10e     | 120     | -       | -       |

### Nor-Am Cup
14 courses disputées entre 2010 et 2014, dont 3 podiums.

### South American Cup
2 courses disputées en septembre 2014, dont 1 podium.

### Championnats du monde junior
| Édition / Épreuve              | Descente | Super-G | Slalom géant | Slalom | Combiné | Team Event |
| ------------------------------ | -------- | ------- | ------------ | ------ | ------- | ---------- |
| Mondiaux 2010 Megève/Chamonix  | 5e       | 31e     | 41e          | 36e    | 15e     | -          |
| 2011 Crans-Montana             | Argent   | -       | Bronze       | Or     | -       | -          |
| Mondiaux 2013 Mont Sainte-Anne | -        | -       | 14e          | 7e     | -       | Argent     |

### Championnats de Suisse
| Édition / Épreuve           | Descente | Super-G | Slalom géant | Slalom     | Combiné    |
| --------------------------- | -------- | ------- | ------------ | ---------- | ---------- |
| 2009 St-Moritz              | 6e       | 24e     | DNF2         | DNF1       | 14e        |
| 2010 Hoch-Ybrig             | 15e      | -       | 22e          | 3e         | 6e         |
| 2011 St-Moritz/Lenzerheide  | 2e       | DNF     | 2e           | 2e         | 3e         |
| 2012 Veysonnaz              | 8e       | 8e      | 4e           | 5e         | Championne |
| 2013 Davos                  | 10e      | DNF     | 7e           | Championne | -          |
| 2014 Fiescheralp/Splügen    | 9e       | 5e      | Championne   | Championne | Championne |
| 2015 St-Moritz              | 3e       | 13e     | 2e           | 2e         | 2e         |
| 2016 Haute-Nendaz/Veysonnaz | 4e       | -       | 2e           | Championne | -          |
| 2017 Davos                  | -        | 5e      | 5e           | 2e         | Championne |
| 2018 Meiringen              | -        | -       | Championne   | Championne | -          |
| 2019 Stoos/Hoch-Ybrig       | -        | -       | 2e           | Championne | -          |
| 2020 Davos                  | -        | -       | -            | -          | -          |
| 2021 Val d'Anniviers        | -        | -       | -            | -          | -          |
| 2022 St-Moritz              | -        | -       | -            | Championne | -          |